# Bechamelsauce
|  | Sammenskrivningsforslag Artiklen Hvid sovs er foreslået føjet ind i Bechamelsauce. (Siden februar 2014) Diskutér forslaget |

Bechamelsauce er en fransk grundsauce af mælk, smør og mel: Smeltet smør bages op med mel, og lidt efter lidt tilsættes mælk under piskning og opvarmning.
Saucen serveres til kartofler og grøntsager eller indgår i retter som moussaka og lasagne. Ofte tilføjes muskatnød som smagsgiver. Den kan også være basis for andre specialsaucer som persillesovs, sennepssovs og mornaysauce. 